# Баболовское шоссе

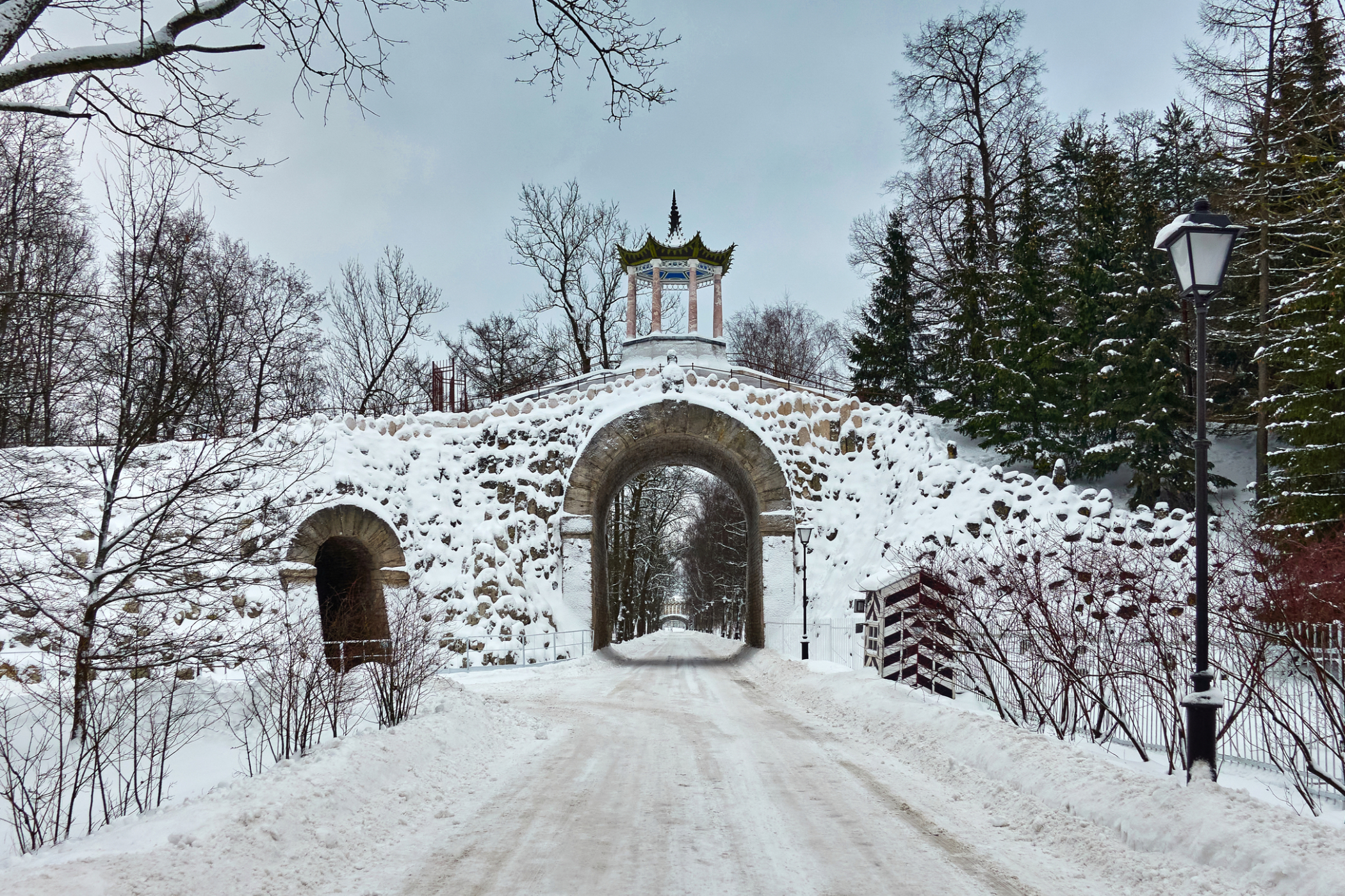
«Большой каприз» на Подкапризной дороге

Ба́боловское шоссе́ — шоссе в городе Пушкине (Пушкинский район Санкт-Петербурга). Проходит от Парковой улицы и дороги на Александровку до Красносельского шоссе. Далее продолжается как Старогатчинское шоссе. На территории Александровского парка имеет название Подкапризовая дорога.
Название Баболовское шоссе появилось в XIX веке. Связано оно с тем, что шоссе ведет в Баболовский парк.
Застройка Баболовского шоссе отсутствует. На протяжении 1,9 км от начала шоссе проходит в границах объекта зеленых насаждений общего пользования «Баболовский парк».